# 南部アフリカ大断崖

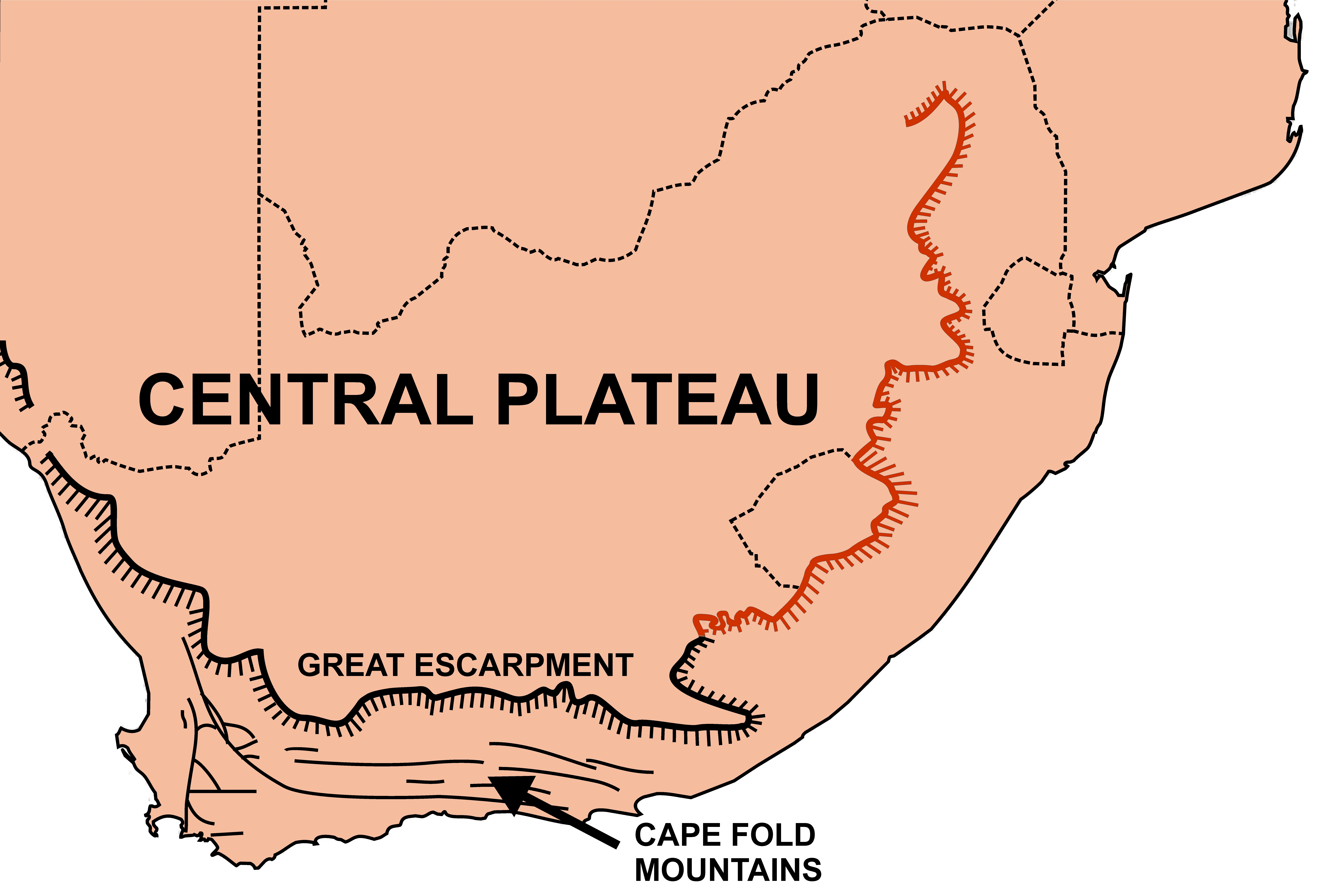
南アフリカ共和国南部とそれを超えて広がる南部アフリカ大断崖

南部アフリカ大断崖（なんぶアフリカだいだんがい、英語: Great Escarpment, Southern Africa）は、アフリカ大陸南部の主要な地形的特徴であり、南部アフリカの高原から、南部アフリカを3つの側面で囲む海の方向に向かって急な斜面で構成されている。大断崖は主に南アフリカ共和国の国内にあるが、東では北に伸びてモザンビークとジンバブエの国境を形成し、ザンベジ川の谷を越えてザンビア東部のムチンガ大断崖（Muchinga Escarpment）を形成する。西でも、大断崖は北に向かってナミビアとアンゴラにまで伸びている。
この大断崖のさまざまな部分には、いろいろな名前が付けられている。最もよく知られている部分はドラケンスバーグ山脈である。 ナミビアのシュウォーズランド、ホマスハイランドの端、そしてアンゴラのチェラ山脈（Serra da Chela）もよく知られている名前である。

## 参照項目
- ドラケンスバーグ山脈
- オーストラリア大断崖 (Great Escarpment, Australia)
- ブラジル大断崖 (Great Escarpment, Brazil)
- 世界の崖（リスト）